# 広島県道299号秋月飛渡瀬線
広島県道299号秋月飛渡瀬線（ひろしまけんどう299ごう あきづきひとのせせん）は、広島県江田島市を通る一般県道である。

## 概要
江田島市江田島町秋月2丁目から江田島市大柿町飛渡瀬に至る。
この県道は秋月ウォーキングコースという愛称が付けられている。

### 路線データ
- 起点：江田島市江田島町秋月2丁目（広島県道298号鷲部小用線交点）
- 終点：江田島市大柿町飛渡瀬（飛渡瀬交差点、広島県道44号江田島大柿線交点）

## 歴史
- 1996年（平成8年） - 路線認定。

## 地理

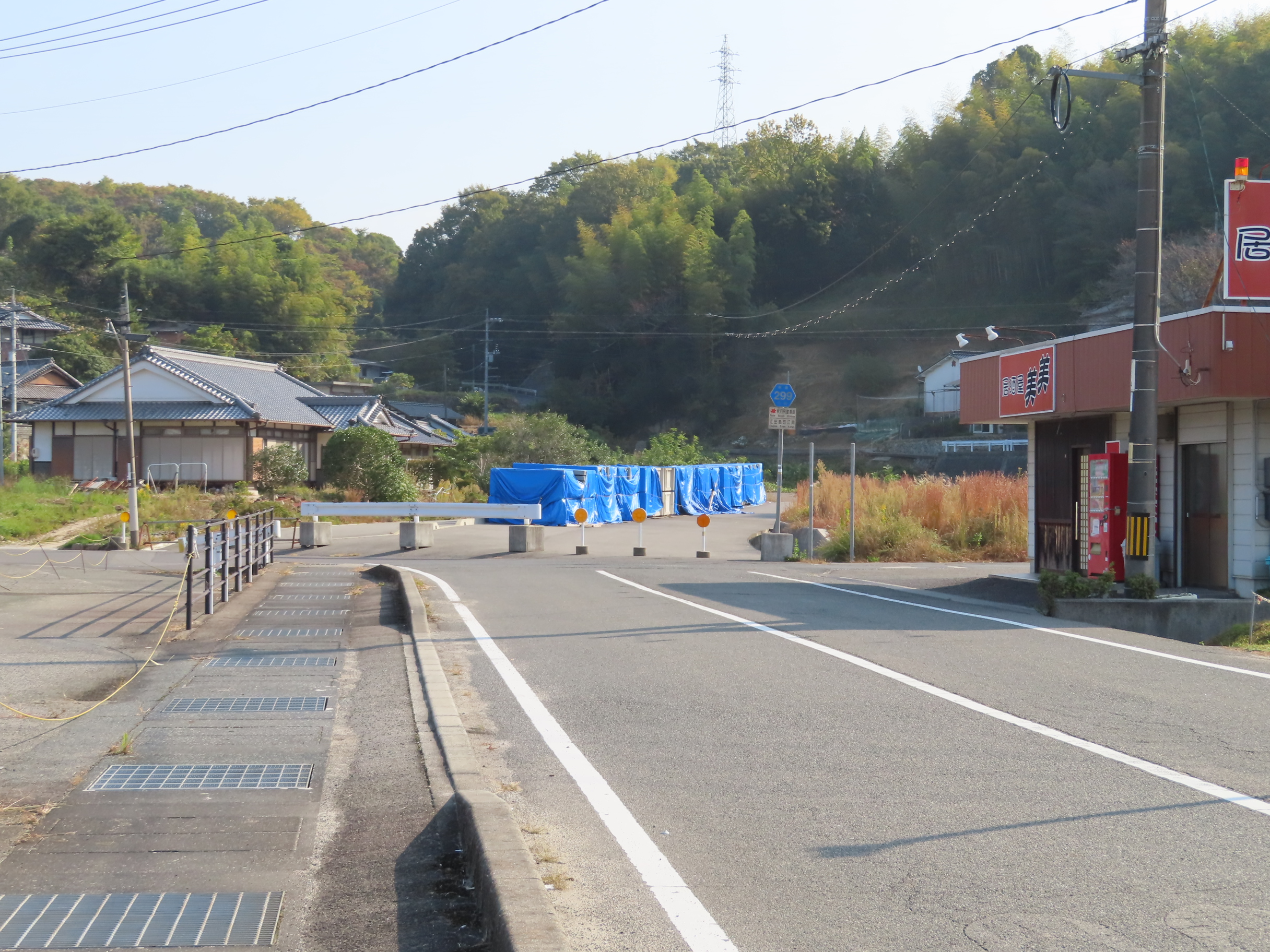
江田島市江田島町江南

### 通過する自治体
- 江田島市

### 交差する道路
| 交差する道路             | 交差する場所      | 交差する場所        |
| ------------------------ | ----------------- | ------------------- |
| 広島県道298号鷲部小用線  | 江田島町秋月2丁目 | 起点                |
| 林道秋月線               | 江田島町秋月3丁目 |                     |
| 広島県道44号江田島大柿線 | 大柿町飛渡瀬      | 飛渡瀬交差点 / 終点 |

### 沿線
- 導神社
- 全農バース
- 呉補給所貯油所
- 江田島市立飛渡瀬小学校
- 呉信用金庫 江能支店